# Radosław Glonek
Radosław Glonek (ur. 24 września 1983 w Toruniu) – polski florecista, brązowy medalista mistrzostw świata i trzykrotny medalista mistrzostw Europy.

## Kariera sportowa
Podczas mistrzostw świata w Pekinie w 2008 roku Polacy w składzie: Michał Majewski, Radosław Glonek, Marcin Zawada i Sławomir Mocek zdobyli brązowy medal w zawodach drużynowych. Był też między innymi czwarty w tej konkurencji na mistrzostwach świata w Katanii w 2011 roku.
Zdobył srebro w rywalizacji drużynowej na mistrzostwach Europy w Izmirze (2006). Drużynowo zdobył następnie złoto na mistrzostwach Europy w Kijowie (2008) i srebro na mistrzostwach Europy w Zagrzebiu (2013). 
Nigdy nie wziął udziału w igrzyskach olimpijskich.

## Pozostałe osiągnięcia
- Indywidualny mistrz Polski seniorów w 2008 i 2009 roku
- Trzykrotny zwycięzca zawodów o Puchar Świata (Espinho 2008, La Coruna 2009, Tokio 2009)
- Siedemnaście zwycięstw w Pucharze Polski Seniorów
- Trzecie miejsce w klasyfikacji generalnej Pucharu Świata 2008/2009
- Srebrny medal na uniwersjadzie w Izmirze w 2005 roku

## Wyróżnienia
- trzecie miejsce w Plebiscycie na Sportowca Roku 2008 organizowanym przez Miasto Gdańsk
- trzecie miejsce w Plebiscycie na Sportowca Roku 2008 organizowanym przez Urząd Marszałkowski w Gdańsku

## Kariera klubowa
- Budowlani Toruń (do września 2003)
- KS Sietom AZS-AWFiS Gdańsk

## Życie prywatne
Glonek jest studentem turystyki i rekreacji na Akademii Wychowania Fizycznego w Gdańsku. 1 sierpnia 2009 ożenił się w Toruniu z Igą Sokołowską.